# Simfonia núm. 20 (Mozart)
La Simfonia núm. 20 en re major, K. 133, és una composició de Wolfgang Amadeus Mozart acabada el juliol de 1772, quan Mozart tenia l'edat de setze anys. Aquesta simfonia és una de les moltes escrites a Salzburg, en un període emmarcat entre dos viatges a Itàlia.
Comparada amb altres simfonies que Mozart va escriure en aquesta època, la instrumentació és extravagant; afegeix dues trompetes als instruments habituals. L'obra està instrumentada per a dues flautes, dos oboès, dues trompes, dues trompetes i corda. La tonalitat de re major, sovint reservada a la música cerimonial, és coherent amb la presència de les trompetes.

## Estructura
Consta de quatre moviments:
1. Allegro
2. Andante
3. Menuetto. Trio
4. Allegro

I. Allegro. El primer moviment, en re major i compàs 4/4, s'estructura d'acord amb la forma sonata, amb la notable variació que la recapitulació és exactament idèntica a l'exposició. És a dir, la recapitulació comença amb el segon tema i Mozart espera fins al veritable final per presentar el retorn al primer tema. El tema el porten en primer lloc als violins, que el condueixen suaument fins que ho repeteixen de nou els violins però en aquesta ocasió doblat per les trompetes.
II. Andante. El segon moviment, en la major i 2/4, està instrumentat per a corda i una flauta sola, que dobla la melodia del primer violí a l'interval superior d'octava. Els violins interpreten tot el moviment amb silencis, i la part del baix està interpretada amb la tècnica del pizzicato. Tots aquests elements, combinats, confereixen al moviment una textura delicada.
III. Menuetto-Trio. Aquest minuet, en re major, comença de manera audaç. El trio més subdividit va ser escrit primàriament per a cordes (amb unfragmento d'oboè).
IV. Allegro. El quart moviment, també en re major, és una dansa en compàs de 12/8 i en la forma sonata. Encara que a la partitura no hi ha cap indicació de Mozart sobre el tempo, el caràcter de la peça i l'estructura simfònica típica fan pensar que probablement seria un Allegro.